# Ipupiara
Ipupiara är en kommun i Brasilien.   Den ligger i delstaten Bahia, i den östra delen av landet, 700 km nordost om huvudstaden Brasília. Antalet invånare är 9 290.
I omgivningarna runt Ipupiara växer huvudsakligen savannskog. Runt Ipupiara är det mycket glesbefolkat, med 5 invånare per kvadratkilometer.